# Poesia sufi
La Poesia sufi è stata scritta in diversi linguaggi, sia con intenti devozionali privati che come testo per la musica suonata durante le cerimonie o il dhikr. Su di essa hanno avuto un'enorme influenza i temi e gli stili stabiliti nella poetica araba e persiana, e questi sono talvolta ripresi nella Musica sufi.
Alcune delle opere più famose nella letteratura Sufi, sia in versi che in prosa, sono:
- Il Mathnawī e il Diwan-e Shams-e Tabrizi di Rūmī
- la Qaṣīdat al-Burda di al-Buṣīrī
- Il Dīwān di Ḥāfeẓ
- Gli Asrār al-Tawḥīd ("I segreti del Tawḥīd") dello Shaykh Abū Saʿīd Abū l-Khayr
- La logica degli uccelli di Farīd al-Dīn ʿAṭṭār
- Fuṣūṣ al-ḥikam ("I pilastri della saggezza") e il Tarjumān al-ashwāq ("L'interprete dei desideri") di Ibn ʿArabī
- Kimiya-yi saʿādat ("L'alchimia della felicità") di al-Ghazali
- Dalāʾil al-barakāt di Muhammad Tahir ul-Qadri
- Turyāq-e qalb ("Cura per il Cuore") di Gohar Shahi